# Otomys occidentalis
Otomys occidentalis је врста глодара из породице мишева (лат. Muridae). 

## Распрострањење
Врста је присутна у Камеруну и Нигерији.

## Станиште
Врста Otomys occidentalis има станиште на копну.

## Угроженост
Ова врста се сматра рањивом у погледу угрожености врсте од изумирања.

### Популациони тренд
Популација ове врсте се смањује, судећи по расположивим подацима.